# Cercle Artístic de Luxemburg

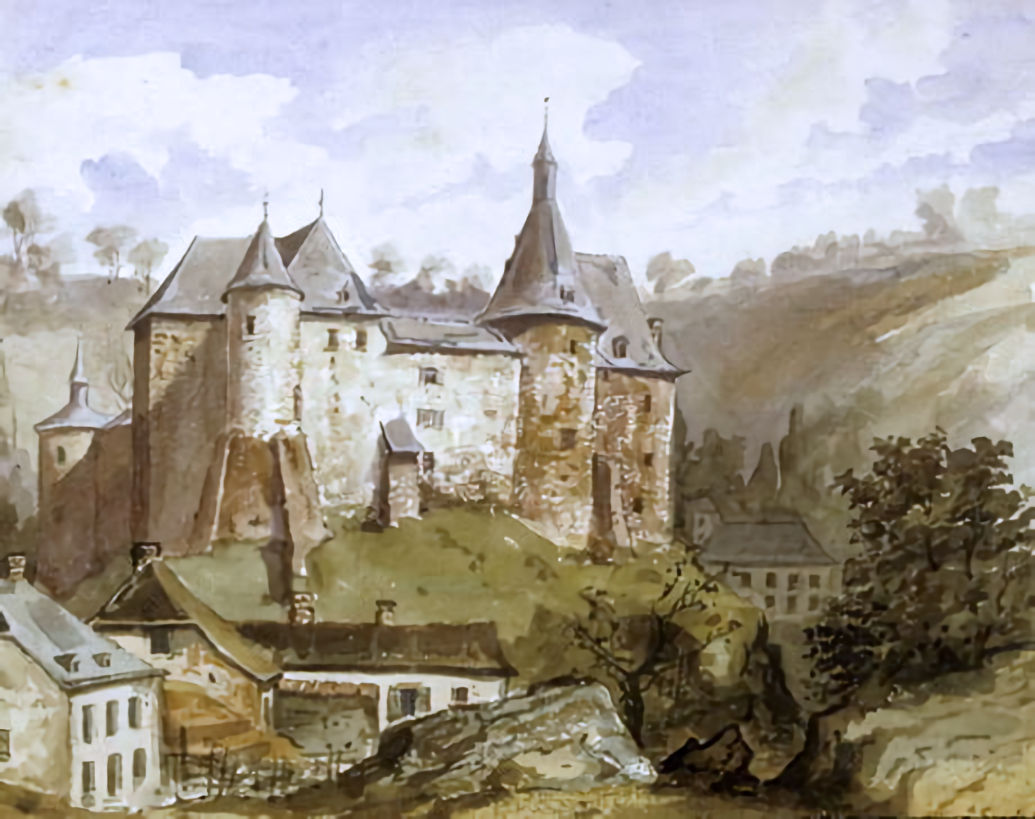
Obra d'un dels fundadors Michel Engels (1886).

El Cercle Artístic de Luxemburg (CAL) (en luxemburguès: Cercle artistique de Luxembourg, fundat el 1893 com a Cercle artistique luxembourgeois) és una associació que reuneix artistes de tota classe per tal de donar suport al treball artístic i l'educació artística al Gran Ducat de Luxemburg.
Els membres fundadors van ser Michel Engels i Pierre Blanc i Franz Heidenstein que va ser el primer president de l'associació (1893-1899). Des de 1896, el Saló del CAL ha realitzat exposicions anualment. Entre els artistes destacats de Luxemburg que van exposar al saló hi són: Dominique Lang, Emile Kirscht i Michel Stoffel i l'escultor Claus Cito.